# Dichorda porphyropis
Dichorda porphyropis là một loài bướm đêm trong họ Geometridae.